# Roger De Menech
Roger De Menech (Belluno, 14 marzo 1973) è un politico italiano, deputato per il Partito Democratico dal 2013 al 2022.

## Biografia
Si diploma nel 1992 presso l'istituto agrario di Feltre. Dipendente dal 1998 presso l'amministrazione provinciale di Belluno prima come agente e poi come ispettore di polizia provinciale, inizia la sua attività politica con le elezioni amministrative del 2004 quando viene eletto al consiglio comunale di Ponte nelle Alpi (BL) in quota a una lista civica di centro-sinistra; è quindi nominato vicesindaco e assessore allo sport.
Alle elezioni amministrative del 2009 viene eletto sindaco per la stessa formazione.
Ha fatto inoltre parte del direttivo del Parco nazionale delle Dolomiti Bellunesi ricoprendo la carica di vicepresidente.
Con le elezioni politiche del 2013 è eletto alla Camera dei deputati tra le file del Partito Democratico.
È stato membro della Commissione parlamentare per l'attuazione del federalismo fiscale (incarico che ricopre dal 2013), membro della Commissione Ambiente (dal 2014) e della Commissione Affari Costituzionali (dal 2016). È stato membro della VI Commissione (Finanze) dal 2013 al 2014.
Dal 15 dicembre 2013 è membro della direzione nazionale del Partito Democratico.
Il 16 febbraio 2014 è eletto segretario regionale del Partito Democratico Veneto. Il 23 ottobre dello stesso anno è nominato presidente del Comitato paritetico per la gestione dei fondi delle province di Trento e Bolzano destinati ai comuni di confine delle regioni Veneto e Lombardia. A seguito dei deludenti risultati delle elezioni regionali in Veneto del 2015 e delle elezioni amministrative, rassegna le dimissioni dalla segreteria regionale del partito.
Il 23 ottobre 2014 è stato delegato dal Ministro degli Affari regionali e le autonomie, Maria Carmela Lanzetta, a presiedere il Comitato paritetico per la Gestione dell'Intesa per il Fondo Comuni Confinanti. Ha mantenuto la delega fino al 12 giugno 2018.
Alle elezioni politiche del 2018 è eletto per la seconda volta alla Camera dei deputati tra le file del Partito Democratico. 
Il 21 giugno 2018 viene eletto Vicepresidente della Commissione Difesa della Camera, carica che mantiene fino al 12 ottobre 2022.
Il 9 ottobre 2019 è stato nuovamente delegato a presiedere il Comitato paritetico dal Ministro degli Affari regionali e le autonomie, Francesco Boccia. Ha mantenuto la carica fino al 27 maggio 2021.